# Риган, Джефф
Джеффри Пол Риган PC MP (англ. Geoffrey Paul Regan), более известный как Джефф Риган (англ. Geoff Regan; род. 22 ноября 1959 года, Уинсор) — канадский политик, член Либеральной партии Канады. Депутат Палаты общин Канады (1993—1997, с 2000), спикер Палаты общин Канады (2015—2020). Министр рыбного хозяйства и океанов Канады (2003—2006).

## Ранние годы жизни
Джефф Риган родился 22 ноября 1959 года в новошотландском городе Уинсор. Отец Джеффа — Джеральд Риган, который был премьер-министром Новой Шотландии (1970—1978), а также занимал ряд постов в правительстве Пьера Трюдо (1980—1984). Мать Джеффа — Кэрол Харрисон, дочь депутата Палаты общин от Саскачевана Джона Харрисона. У политика есть две сестры — телеведущая Нэнси Риган (род. 1966) и актриса Лора Риган (род. 1977).
В 1977 году Риган окончил Саквиллскую среднюю школу (Нижний Саквилл, пригород Галифакса). В 1980 году получил степень бакалавра искусств в области политологии в Университете святого Франциска Ксаверия, в 1983 году окончил юридический факультет Университета Дэлхаузи. После окончания вуза занимался адвокатской практикой в области недвижимости и коммерческого права. В 1984 году был принят в Общество адвокатов Новой Шотландии.
В 1980-х и 1990-х годах около 10 лет был членом Тостмастерс Интернешнл.

## Политическая карьера
На федеральных выборах 1993 года Риган был впервые избран депутатом Палаты общин от избирательного округа Галифакс Запад. На следующих выборах 1997 года он потерял место в парламенте, потерпев поражение от кандидата Новой демократической партии Гордона Эрла. Одной из основных причин поражения Ригана стало внесение либеральным правительством Жана Кретьена непопулярных поправок к закон о пособиях по безработице, которое вызвало падение рейтинга Либеральной партии.
На федеральных выборах 2000 года Риган взял реванш над Эрлом и вновь стал депутатом Палаты общин. После выборов он был назначен парламентским секретарем лидера правительства в Палате общин Дона Будриа.
В 2003 году Джофф Риган стал министром рыболовства и океанов в правительстве Пола Мартина. На федеральных выборах 2004 года был вновь переизбран в Палату общин. В феврале 2004 года Риган был руководителем расследования дела Махера Арара — канадского инженера сирийского происхождения, в 2002 году депортированного в Сирию по обвинению в причастности к «Аль-Каиде».
На выборах 2006 года Либеральная партия потерпела поражение от консерваторов, однако Ригану удалось сохранить место в Палате общин. После выборов новый временный лидер Либеральной партии Билл Грэм назначил Ригана в своей теневой кабинет в качестве критика министра развития человеческих ресурсов и навыков. Наиболее известной заслугой Ригана на посту критика стал его законопроект об увеличении грантов для студентов с ограниченными возможностями и низким доходом. В январе 2007 года Риган вошёл в состав Комитета Палаты общин по либеральным приоритетам и планированию, который возглавил тогдашний лидер Либеральной партии Стефан Дион. В марте 2008 года Риган был назначен председателем Комитета по устойчивости окружающей среды. Также он был заместителем председателя Постоянного комитета Палаты общин по окружающей среде и устойчивому развитию.
В 2008 и 2011 годах Риган вновь переизбирался в Палату общин, на выборах 2011 года он набрал лишь на 5 % голосов больше, чем его главный соперник — консерватор Брюс Претти. В 2008 году, после избрания лидером Либеральной партии Майкла Игнатьева, Риган стал критиком министра природных ресурсов, а затем критиком министра общественных работ и государственных служб в кабинете Игнатьева. В теневом правительстве Джастина Трюдо он вновь занял пост критика министра природных ресурсов, одновременно став заместителем председателя Постоянного комитета Палаты общин по природным ресурсам.
По итогам федеральных выборов 2015 года Либеральная партия пришла к власти, а Риган в очередной раз одержал победу в своём округе, набрав 68 % голосов избирателей. 2 декабря 2015 года депутаты нового созыва Палаты общин избрали Ригана спикером Палаты. Он стал вторым в истории страны спикером Палаты общин из Атлантической Канады — после Эдгара Нельсона Роудса, спикера в 1917—1921 годах и также новошотландца. Политик победил в первом туре голосования, обойдя трёх других кандидатов на пост спикера — либералов Дени Паради и Ясмин Ратанси, а также консерватора Брюса Стэнтона.
На выборах 2019 года Риган был переизбран депутатом Палаты общин. 5 декабря 2019 года состоялись выборы нового спикера, которые Риган проиграл — его преемником был избран Энтони Рота, также член Либеральной партии. Избрание Рота на пост спикера стало возможным благодаря поддержке депутатов-консерваторов, которые проголосовали за него, дабы не допустить переизбрания Ригана на второй срок.
31 марта 2021 года Риган объявил о том, что не будет переизбираться в Палату общин. На состоявшихся в сентябре 2021 года парламентских выборах на его место была избрана Лена Диаб.

## Награды
- Metro Food Bank Society Community Leadership Award (1992)
- Сертификат заслуг Совета по торговле Галифакса (1992)
- Медаль Золотого юбилея королевы Елизаветы II (2002)
- Медаль Элизабет Манн Боргезе от Международного института океанов (2005)
- Премия признания ливанского сообщества (2008)
- Медаль Бриллиантового юбилея королевы Елизаветы II (2012)

## Личная жизнь
Супруга Джеффа Ригана — Келли Риган (урождённая Смит, род. 1961). С 2009 года она является депутатом Палаты собрания Новой Шотландии. В 2012—2013 году была главным кнутом оппозиции в Палате собрания, с 2013 года занимает ряд министерских постов в провинциальном правительстве под руководством Стивена Макнила. В семье Риганов трое детей — Кэтлин, Николь и Харрисон.